# An-Nuszra Front
Az an-Nuszra Front, más néven Dzsabhat an-Nuszra (arabul: جبهة النصرة لأهل الشام, Jabhat an-Nuṣrah li-Ahl ash-Shām) egy szíriai iszlamista szervezet, mely az Al-Káidához kötődik. A szervezet hivatalosan 2012. január 23-án alakult meg a szíriai polgárháború idején, és rövidesen több terrorcselekménnyel hívta fel magára a közvélemény figyelmét. Az an-Nuszra Frontot még abban az évben terrorszervezetté nyilvánította az ENSZ és az Amerikai Egyesült Államok, majd 2013-ban Ausztrália és az Egyesült Királyság is követte ezt a lépést. A Muszlim Testvériség tiltakozását fejezte ki a döntés miatt.
A polgárháborúban Idlib kormányzóság többségében átvették az ellenőrzést.

## Ideológiai háttér
Az an-Nuszra Front szunnita, szalafista mudzsáhidek részvételével alakult a szíriai polgárháború idején. Elsődleges célja, hogy Szíria éléről eltávolítsa Bassár el-Aszad elnök rendszerét, és egy új, a saría iszlám törvénykezésen alapuló társadalmat hozzon létre. Egyes források szerint céljaik között szerepel az Arab Kalifátus feltámasztása is.
A szervezet nyilvánosan támadja a más vallásúak – elsősorban az alaviták és keresztények – nézeteit, sőt fegyveres támadásokat is hajt végre a szíriai vallási kisebbségek ellen, emellett legfőbb ellenségének – a kormányerők után – az Amerikai Egyesült Államokat és Izraelt nyilvánította, sőt megfenyegette a nyugati országokat egy esetleges katonai beavatkozás esetére. Az Egyesült Államok al-káidás kapcsolatokkal vádolta meg az an-Nuszra Frontot, melyet 2013 áprilisában az Al-Káida iraki szárnya meg is erősített.

## Története, tevékenysége
Az an-Nuszra Front 2012 január 24-én jelentette be megalakulását. A későbbiekben vállalta a felelősséget több öngyilkos és pokolgépes robbantásos merényletért, valamint Mohammed al-Szájed szíriai TV riporter kivégzéséért. Legelső öngyilkos merényletüket 2011 december 23-án hajtották végre, Damaszkuszban, ez egyúttal az első, a konfliktus alatt elkövetett terrorcselekmény volt.
A szervezet harcosai között nagy számban találhatóak külföldi dzsihádisták, sőt szorosan együttműködik az al-Káidához kötődő iraki lázadó csoportosulásokkal is, egyes esetekben Irak területén is végrehajtva fegyvertényeket.
Egyes értesülések szerint 2013 májusában a török hatóságok letartóztattak egy, az an-Nuszra Fronthoz tartozó személyt, akinek a birtokában 2 kg szarint találtak. A török kormány később cáfolta a híreket. Seymour Hersch oknyomozó újságíró szerint a gáztámadás fő gyanúsítottjának az an-Nuszra Frontnak kellett volna lennie
Az an-Nuszra Front a konfliktus kezdeti szakaszában szorosan együttműködött a többi lázadó szervezettel, főként a Szabad Szíriai Hadsereggel. Az SZSZH egyes parancsnokai egyenesen úgy tekintettek rájuk, mint a lázadók legtöbb harci értékkel bíró, legtapasztaltabb elit alakulatára. A szervezet Aleppó térségében a legaktívabb, ahol jelentős szerepet töltött be az aleppói csatában, ugyanakkor az iszlamista csapatok rendszeresen csaptak össze az észak-szíriai kurd YPG milíciával is. Mikor Kámisli városban egy pokolgépes merényletben meghalt a kurd csapatok egyik parancsnoka, azok egyöntetűen az iszlamista lázadókat tették felelőssé a történtekért és heves támadást intéztek ellenük. A pokolgépes merényletre válaszul Maszúd Barzáni észak-iraki kurd elnök is megfenyegette a lázadókat egy esetleges intervencióval a szíriai kurdok védelmére.
A 2013-as év folyamán több incidens is történt az SZSZH és az an-Nuszra Front között, melyek közül a legsúlyosabb az SZSZH egyik parancsnokának, Kamal Hamaminak a meggyilkolása volt. Szeptemberben súlyos harcok kezdődtek Azaz városban a két fél között, melynek végül egy fegyverszünet vetett véget. Az ismételt incidensekre válaszul az an-Nuszra Front 11 másik iszlamista szervezettel együtt megtagadta a Szíriai Nemzeti Koalíció fennhatóságának elismerését.
2016-ban Abu Mohamed al-Goláni, a szervezet vezetője egy videófelvételen, amin először lehetett látni az arcát bejelentette, hogy megszakítja kapcsolatait az al-Kaida nemzetközi terrorszervezettel, hogy ne szolgáltasson ürügyet a külföldi hatalmaknak, így az Egyesült Államoknak és Oroszországnak a szíriaiak elleni támadásokhoz. Azt is közölte, hogy nevet változtatnak: an-Nuszra Front (Dzsabhat an-Nuszra) helyett Dzsabhat Fatah as-Samnak nevezik magukat.
Washingtonban közölték, hogy az amerikai légierő továbbra is támadni fogja a szervezetet, hiába jelentette be, hogy szakít az anyaszervezetével.
A szervezet 2017. január 28-án összeolvadt több iszlamista szervezettel, és megalapították a Tahrir al-Sham nevű iszlamista szervezetet. A szervezet nagyban közrejátszot az Aszad-rezsim megbuktatásához.